# Ni Hong
Ni Hong (förenklad kinesiska: 倪红; traditionell kinesiska: 倪紅; pinyin: Ní Hóng), född den 28 februari 1986 i Peking, Kina, är en kinesisk fäktare som tog OS-silver i damernas lagtävling i sabel i samband med de olympiska fäktningstävlingarna 2008 på hemmaplan i Peking.